# Thorlaksonius depressus
Thorlaksonius depressus är en kräftdjursart som först beskrevs av Alderman 1936.  Thorlaksonius depressus ingår i släktet Thorlaksonius och familjen Pleustidae. Inga underarter finns listade i Catalogue of Life.